# Ribes brachybotrys
Ribes brachybotrys är en ripsväxtart som först beskrevs av Weddell, och fick sitt nu gällande namn av Eduard von Glinka Janczewski. Ribes brachybotrys ingår i släktet ripsar, och familjen ripsväxter. Inga underarter finns listade i Catalogue of Life.